# كاتيميو (مدينة)
كاتيميو (بالإسبانية: Catemu) هي بلدية تقع في مقاطعة سان فيليبي دي أكونكاجوا في إقليم فالبارايسو وسط تشيلي . يقدر عدد سكانها بـ 13,285 نسمة ومساحتها 361.6 كم2 وترتفع عن سطح البحر 768 متر.

## أعلام
- إستيبان كارفاغال